# Arkoza

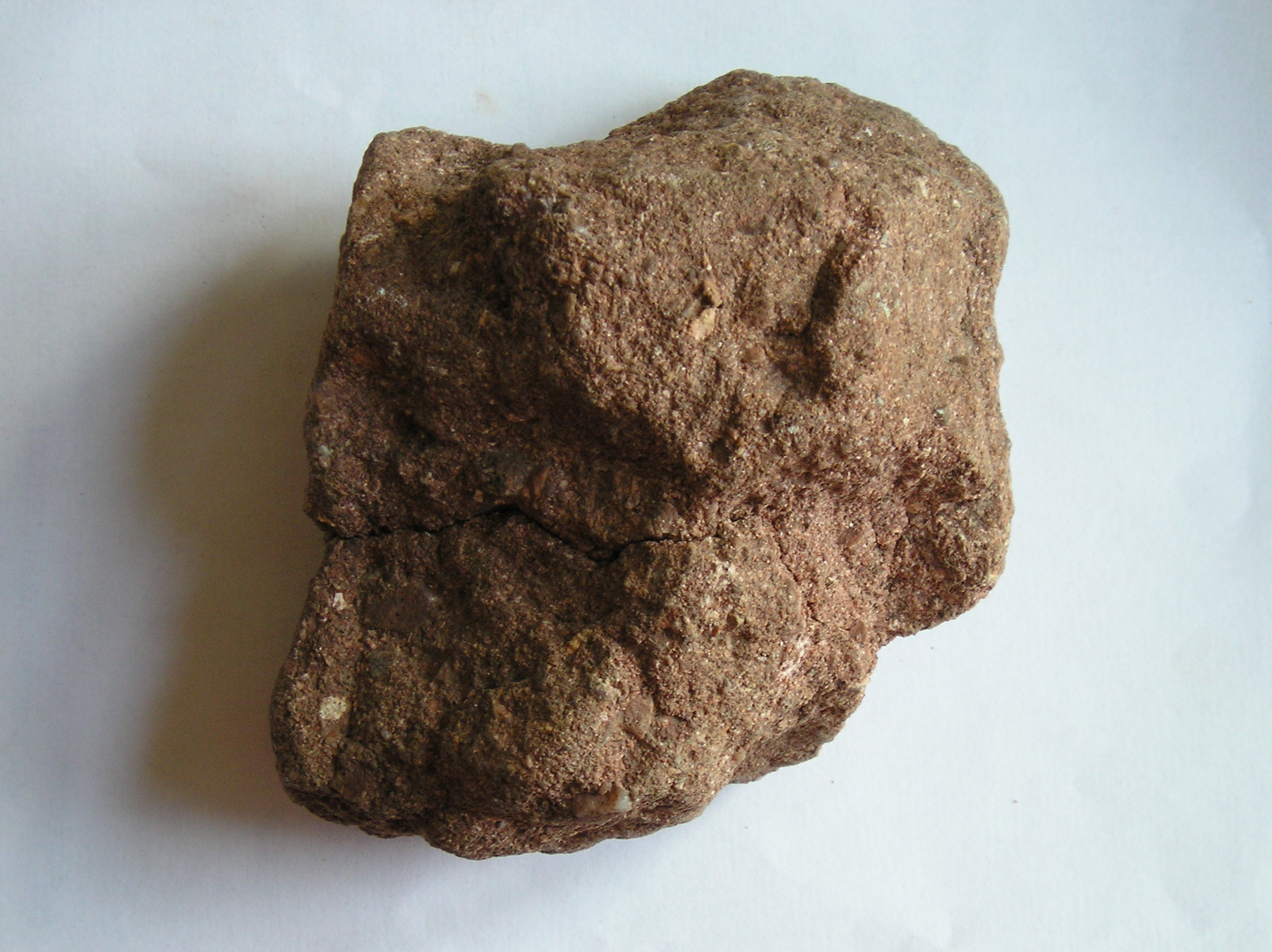
Arkoza

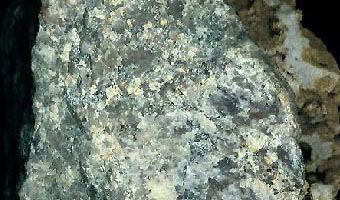
Arkoza

Arkoza – odmiana piaskowca (arenitu) zawierająca co najmniej 20% skaleni:
- zazwyczaj słabo spojona spoiwem żelazistym skała osadowa;
- złożona głównie z ziaren kwarcu, miki i ziaren skaleni potasowych w ilości ponad 20% ogółu składników oraz ziarn litycznych;
- zabarwienie najczęściej różowe, czerwonawe lub szare;
- struktura gruboziarnista, stopień obtoczenia ziaren oraz selekcji niski;
- może powstać w:
  - środowisku lądowym ze zwietrzeliny masywów granitoidów lub gnejsów bogatych w skalenie, w warunkach klimatu suchego lub zimnego. W takich warunkach zachodzi dezintegracja bez rozkładu chemicznego skaleni;
  - morzach przyległych do masywów granitowych lub gnejsowych mogą się tworzyć piaski arkozowe (zwłaszcza, gdy osady szybko się gromadzą i nie są przerabiane przez fale);
- tworzeniu się arkoz sprzyja krótki transport, gdyż w czasie dłuższego transportu skalenie mogą ulec roztarciu i rozkładowi.
- występowanie arkoz lub szarogłazów o dużych miąższościach wskazuje na intensywną erozję i szybką sedymentację.

W Polsce występuje m.in. pod Krakowem tzw. arkoza kwaczalska (nazwa od miejscowości Kwaczała w gminie Alwernia) – powstała na lądzie w warunkach klimatu suchego.